# Dendrobium violaceominiatum
Dendrobium violaceominiatum är en orkidéart som beskrevs av Rudolf Schlechter. Dendrobium violaceominiatum ingår i släktet Dendrobium, och familjen orkidéer. Inga underarter finns listade i Catalogue of Life.